# Yegor Sorokin
Bản mẫu:Eastern Slavic name
Yegor Andreyevich Sorokin (tiếng Nga: Егор Андреевич Сорокин; sinh ngày 4 tháng 11 năm 1995) là một cầu thủ bóng đá người Nga. Anh chơi ở vị trí trung vệ cho Krasnodar.

## Sự nghiệp câu lạc bộ
Anh có màn ra mắt tại Giải bóng đá ngoại hạng Nga vào ngày 14 tháng 9 năm 2014 cho F.K. Rubin Kazan trong trận đấu với F.K. Rostov. Anh mất 3 năm để trở lại đội chính của Rubin, khi đá chín trong trận đấu trước FC SKA-Khabarovsk vào ngày 13 tháng 8 năm 2017. Anh ra sân thường xuyên cho Rubin mùa giải 2017–18.

## Thống kê sự nghiệp

### Câu lạc bộ
Tính đến trận đấu diễn ra ngày 13 tháng 5 năm 2018
| Câu lạc bộ              | Mùa giải            | Giải vô địch                            | Giải vô địch | Giải vô địch | Cúp Quốc gia | Cúp Quốc gia | Châu lục | Châu lục  | Tổng cộng | Tổng cộng |
| Câu lạc bộ              | Mùa giải            | Hạng đấu                                | Số trận      | Bàn thắng    | Số trận      | Bàn thắng    | Số trận  | Bàn thắng | Số trận   | Bàn thắng |
| ----------------------- | ------------------- | --------------------------------------- | ------------ | ------------ | ------------ | ------------ | -------- | --------- | --------- | --------- |
| Rubin Kazan             | 2014–15             | Giải bóng đá ngoại hạng Nga             | 1            | 0            | 0            | 0            | -        | -         | 1         | 0         |
| Rubin Kazan             | 2015–16             | Giải bóng đá ngoại hạng Nga             | 0            | 0            | 1            | 0            | -        | -         | 1         | 0         |
| Rubin Kazan             | 2016–17             | Giải bóng đá ngoại hạng Nga             | 0            | 0            | 0            | 0            | -        | -         | 0         | 0         |
| Rubin Kazan             | 2017–18             | Giải bóng đá ngoại hạng Nga             | 17           | 0            | 2            | 1            | -        | -         | 19        | 1         |
| Rubin Kazan             | Tổng cộng           | Tổng cộng                               | 18           | 0            | 3            | 1            | -        | -         | 21        | 1         |
| Rubin-2 Kazan (mượn)    | 2014–15             | Giải bóng đá chuyên nghiệp quốc gia Nga | 17           | 0            | -            | -            | -        | -         | 17        | 0         |
| Aktobe (mượn)           | 2016                | Giải bóng đá ngoại hạng Kazakhstan      | 29           | 1            | 0            | 0            | 2        | 0         | 31        | 1         |
| Neftekhimik Nizhnekamsk | 2016–17             | Giải Quốc gia Nga                       | 10           | 1            | 0            | 0            | -        | -         | 10        | 1         |
| Tổng cộng sự nghiệp     | Tổng cộng sự nghiệp | Tổng cộng sự nghiệp                     | 74           | 2            | 3            | 1            | 2        | 0         | 79        | 3         |